# Валтер IV фон Геролдсек
Валтер IV фон Геролдсек (на немски: Walter IV von Geroldseck; * пр. 1299; † 5 януари 1355) от фамилията на господарите на Дирзберг-Геролдсек, е господар на Дирзберг и Лар в Шварцвалд и граф на Геролдсек в Ортенау.

## Произход и наследство
Той е син на Валтер III фон Геролдсек († 1323), фогт на Ортенау, и съпругата му Сузана фон Верд († сл. 1311), дъщеря на Хайнрих II Зигеберт, ландграф в Елзас, граф фон Верд († 1278) и Гертруд фон Дике († 1266/1269). Брат е на Херман († 1348), сестра († сл. 1352), омъжена за граф Лудвиг IV фон Тек († 1352), София († 1339), омъжена за Йохан II фон Киркел († сл. 1317), и на Уделхилд († сл. 1300), омъжена за Фридрих фон Ванген-Дуслер.
В края на 12 век господарите на Дирзберг построяват замък Дирзбург, споменат през 1259 г. като „Дирзберг“, който се намира до Дирзбург в Хоберг в Баден-Вюртемберг и става собственост на род Геролдсек.

## Фамилия
Пъри брак: с Елизабет фон Лихтенберг († сл. 1314), дъщеря на Йохан I фон Лихтенберг († 1315) и Аделхайд фон Верденберг († 1343). Те имат децата:
- Елизабет фон Геролдсек-Лар († 17 февруари 1341), омъжена за Йохан III фон Раполтщайн († 1362), син на Хайнрих III фон Раполтщайн († 1312/ 1313) и Сузана фон Геролдсек († 1308), дъщеря на Буркард VI фон Геролдсек († сл. 1322) и Сузана фон Финстинген († сл. 1299)
- Валтер VI фон Геролдсек († август 1349), господар на Геролдсек, женен на 4 август 1331 г. за 4. си братовчедка Клара фон Юзенберг († 1350)
- Йохан фон Геролдсек († 1349), капитулар в Страсбург
- Херман фон Геролдсек († 1321)
- Сузана фон Геролдсек († сл. 1350), омъжена пр. 9 октомври 1320 г. за Хуго I фон Геролдсек († 1364), син на Буркард VI фон Геролдсек († сл. 1322) и Сузана фон Финстинген († сл. 1299)
- Агнес фон Геролдсек († сл. 1338), омъжена за Йохан III фон Киркел († 1338), син на Лудвиг I фон Киркел-Монклер († сл. 1311) и Ирменгард фон Майзембург († 1324)
- Аделхайд I фон Геролдсек († 1321)

Втори брак: със Сузана фон Раполтщайн († сл. 1351), дъщеря на Хайнрих III фон Раполтщайн († 1312/1313) и Сузана фон Геролдсек († 1308), дъщеря на Буркард VI фон Геролдсек († сл. 1322) и Сузана фон Финстинген († сл. 1299). Те имат децата:
- Сузана II фон Геролдсек († сл. 1393), омъжена I. пр. 20 март 1350 г. за Фридрих фон Кенцинген († 1353/1356), II. сл. 12 юли 1356 г. за Валтер фон дер Дике († 1386)
- Аделхайд II фон Геролдсек († сл. 1344), абатиса на Андлау
- Георг 'Млади' фон Геролдсек († сл. 1375)
- Хайнрих IV фон Геролдсек-Лар (* сл. 1330; † сл. 1394), господар на Лар, женен пр. 30 декември 1356 г. за Аделхайд фон Лихтенберг († сл. 1397), дъщеря на Хайнрих III фон Лихтенберг († 1379) и Елза фон Геролдсек († сл. 1346), дъщеря на Егено фон Геролдсек († 1343) и Аделхайд фон Фюрстенберг († 22 март)
- Рупрехт